# Zeelandbank
Zeelandbank, officieel Schouwse bank, is een gedenkbank en kunstwerk in Amsterdam-Centrum.
De zitbank werd door Nico Onkenhout ontworpen als dank van het eiland Schouwen-Duiveland aan de gemeente Amsterdam. Amsterdam had de gemeenten op het eiland bijgestaan na de Watersnood van 1953. Weliswaar kreeg de provincie Zeeland uit alle windstreken steun, maar Amsterdam was een bijzonder steunpunt in verzamelen en opslag van benodigde goederen. Het eiland voelde zich als het ware geadopteerd door Amsterdam. Er ging daarbij vooral aandacht uit naar de gemeenten Zierikzee en Zonnemaire. In oktober 1955 kreeg Amsterdam van de eerstgenoemde de erepenning in goud van de stad Zierikzee overhandigd. Deze werd door de locoburgemeester aan de Amsterdam burgemeester Arnold Jan d'Ailly overhandigd, de “echte” burgemeester Jacobus Schuurbeque Boeije lag toen in een Amsterdams ziekenhuis, alwaar hij op 3 november 1955 zou overlijden. Tijdens de feestelijkheden in Zierikzee werd de adoptie beëindigd en overhandigde d'Ailly nog cheques met een gezamenlijk waarde van meer dan 100.000 gulden om nog enkele projecten te bekostigen. De totale steun vanuit Amsterdam zou een half miljoen gulden hebben bedragen. Als dank zou er nog een monumentale bank richting Amsterdam komen, te plaatsen bij het Monument op de Dam of in het nieuwe raadhuis. In februari 1957 werd bekend dat de Vereniging van burgemeesters en secretarissen op Schouwen-Duiveland aan kunstenaar Nico Onkenhout de opdracht had gegeven tot het vervaardigen van de zitbank.
De bank werd niet geplaatst op de genoemde plekken. In juli 1957 werd op het Weteringcircuit een voorlopig exemplaar geplaatst in de vorm van een gipsmodel. De opvolger van Schuurbeuque Boeije, Frans Theodoor Dijckmeester kwam in juli 1958 vergezeld door vier Zeeuwen in klederdracht, Onkenhout en Zeeuwse bestuurders naar Amsterdam om de bank te onthullen op het Weteringcircuit. Hij droeg de bank over aan de opvolger van d'Ailly Gijs van Hall.
De bank wordt gedragen door twee staanders van Beijers graniet. Aan de linker achterkant rijst een beeldhouwwerk op gebaseerd op het Wapen van Zeeland, een leeuw boven golven. Op het natuursteen is een plaquette bevestigd met de tekst "Schouwen-Duiveland dankt Amsterdam 1953". Aan de rechter achterkant is een vissenstaart eveneens van graniet te zien. Het draagdeel zou bestaan uit materiaal dat gebruikt was om de dijk bij Ouwerkerk te dichten. De bank zelf wordt gevormd door vijf teakhouten balken (twee voor het zitvlak, drie voor de leuning). In de bovenste balk zijn de achttien wapenen te zien van de toenmalige gemeenten op het eiland.
De bank verschoof na haar plaatsing over het plein; het plein werd namelijk keer op keer opnieuw ingericht. In mei 2018 staat de bank op het Tweede Weteringplantsoen, aan de overkant van haar originele plaats. Ze staat dan voor de poffertjeskraam.

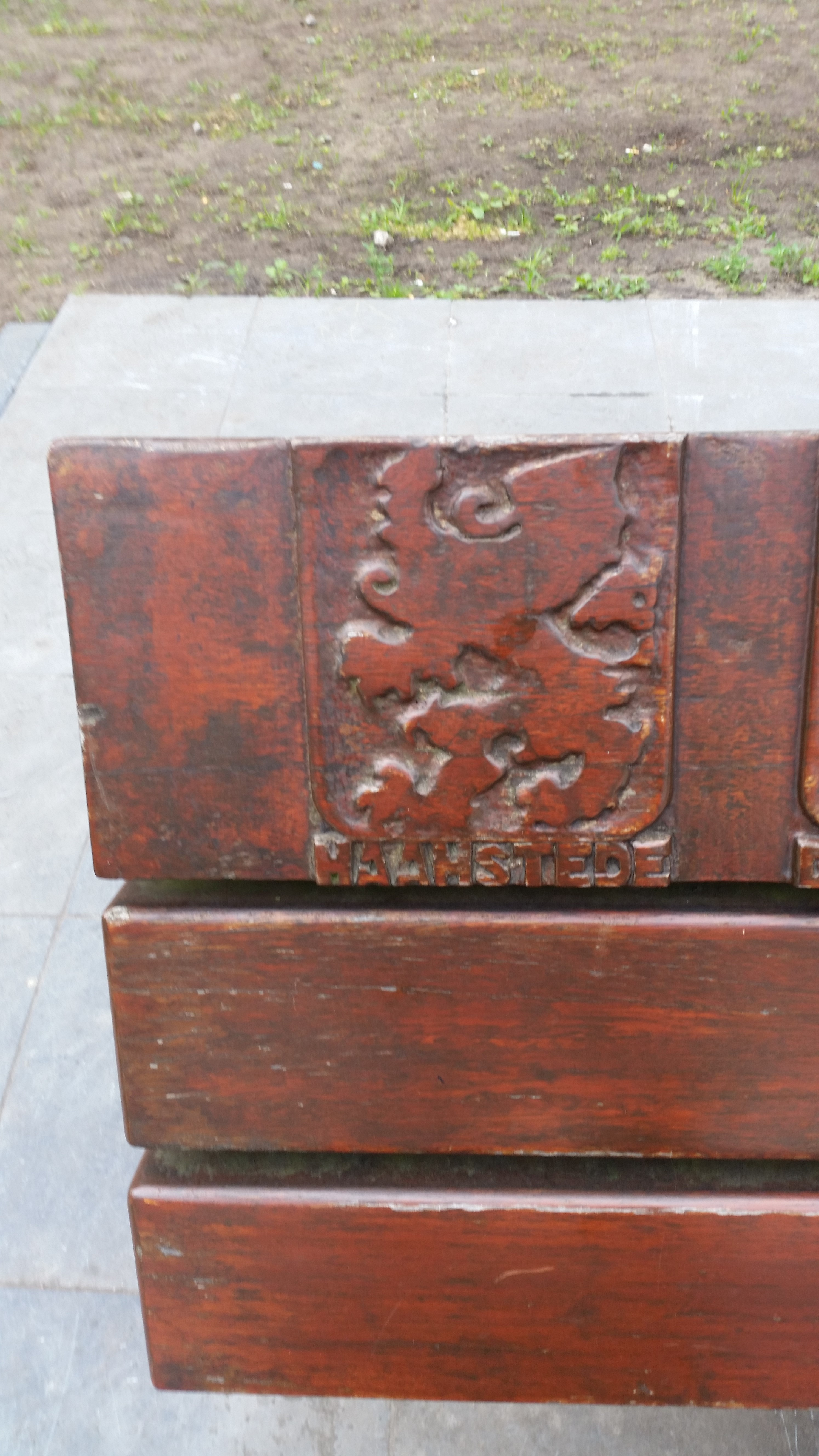
Het in hout uitgesneden wapen van Haamstede (mei 2018)
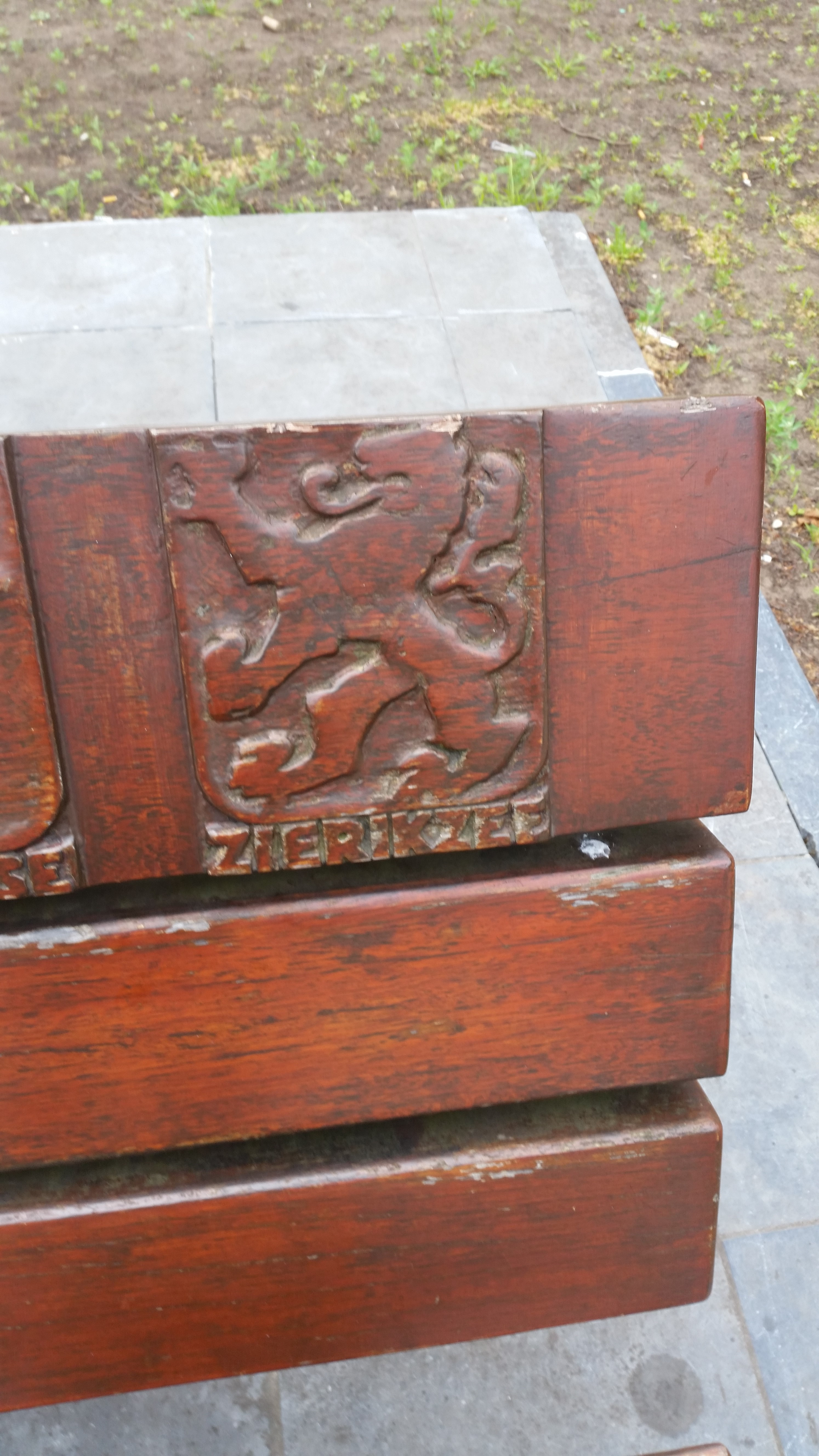
Het in hout uitgesneden wapen van Zierikzee (mei 2018)
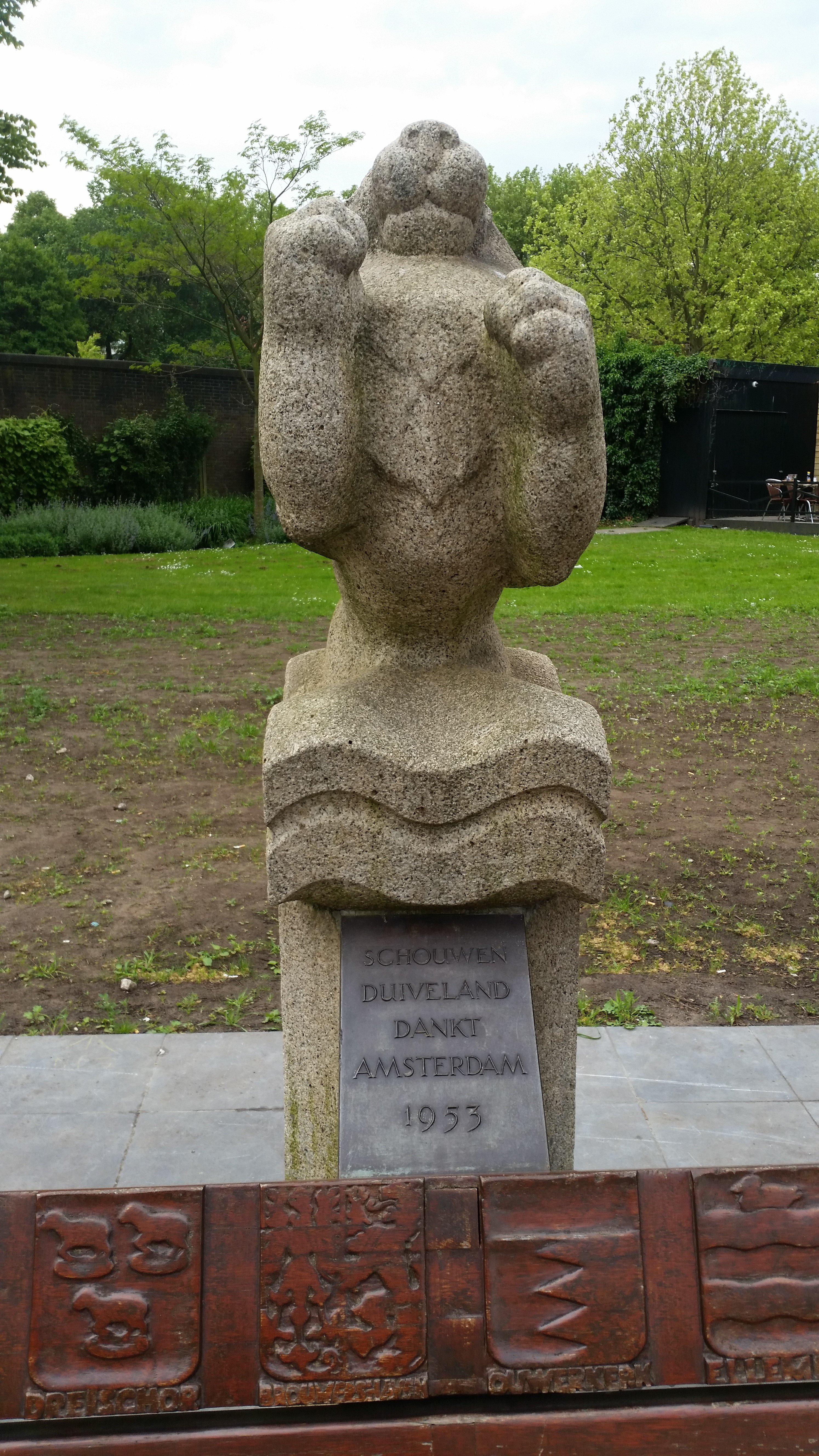
Linker drager van de Zeelandbank (mei 2018)